# The Dreamer/The Believer
The Dreamer/The Believer è il nono album discografico in studio del rapper statunitense Common, pubblicato nel dicembre 2011.

## Tracce
1. The Dreamer (feat. Maya Angelou) – 5:53
2. Ghetto Dreams (feat. Nas) – 3:54
3. Blue Sky – 4:03
4. Sweet – 3:36
5. Gold – 4:19
6. Lovin' I Lost – 3:51
7. Raw (How You Like It) – 3:55
8. Cloth – 4:34
9. Celebrate – 4:03
10. Windows – 4:00
11. The Believer (feat. John Legend) – 3:43
12. Pops Belief – 4:55